# رولان غولدن
رولان غولدن (بالإنجليزية: Rolland Golden)‏ هو رسام أمريكي، ولد في 8 نوفمبر 1931 في نيو أورلينز في الولايات المتحدة.

## وصلات خارجية
- الموقع الرسمي